# 異形ノ恋
『異形ノ恋』 （いぎょうのこい）は、2002年に公開された日本映画。監督は堀井彩。R-18作品。

## キャスト
- 晃：西川方啓
- 切子：奈賀毬子
- 多菜子：田中愛理
- 石川謙
- 宮川ひろみ
- 上野裕馬
- 杉浦太陽
- 高橋卓也
- 吉永雄紀
- 鈴木朝美
- 三浦景虎
- 宮川宏司
- 浅見梨絵
- 三原光尋
- 佐藤佐吉
- 吉岡睦雄
- 辻岡正人
- 井上貴史
- 入月謙一
- 小針彩綺
- 久保雄輝
- 田中要次
- 大竹一重
- 渡辺哲
- 新納敏正
- 塩田時敏
- 奏谷ひろみ
- 建みさと
- 木下ほうか
- 寺田農